# Majken Hessner
Anne Majken Hessner Thiam (født Anne Majken Hessner, 9. maj 1949 i Frederiksværk) er en dansk-senegalesisk premierministerfrue og tidligere dansk politiker. Hun var medlem af Folketinget fra 1979 til 1981 hvor hun flyttede til Senegal for at gifte sig med Senegals premierminister Habib Thiam (en).

## Opvækst, uddannelse og erhverv
Majken Hessner er datter af kommunaldirektør Herbert Hessner og teknisk assistent Ebba Hessner. Efter endt folkeskole i Frederiksværk blev hun nysproglig student fra Frederiksborg Statsskole i  1968 og uddannet til lærer på Holbæk Seminarium i 1971 og videreuddannet til cand.pæd. på Danmarks Lærerhøjskole i 1976. Hessner var lærer på Duevejens Skole på Frederiksberg fra 1971 til 1979. Endvidere var hovedredaktør for en undervisningsserie i samtidsorientering fra 1977 og medarbejder ved Pædagogisk Center Windsor på Frederiksberg, fra 1978.

## Politisk karriere
Hessner var sekretær for Socialdemokratiets Hillerødkreds fra 1974 til 1978. Hun blev medlem af Farum Byråd i 1978.
Hun var kandidat ved Europa-Parlamentsvalget 1979 i Danmark og blev også i 1979 blev opstillet til Folketinget for Socialdemokratiet i Nørrebrokredsen (Østre Storkreds). Hun blev valgt til Folketinget ved folketingsvalget i 1979.

## Senegal 1981-
Hun mødte den senegalesiske politiker Habib Thiam ved en international konference i 1980. Hun forlod sin plads i Folketinget 9. marts 1981 og en 10-irg søn for at rejse til Senegal og blive gift med Thiam som i mellemtiden var blevet Senegals premierminister. I Senegal konverterede hun til islam. Da hun blev præsenteret for landets præsident (Abdou Diouf) adopterede han Majken Hessner. Hun har to døtre med Habib Thiam.